# Больц, Ойген Антон
Ойген Антон Больц (нем. Eugen Anton Bolz; 15 декабря 1881, Роттенбург-на-Неккаре — 23 января 1945, Берлин) — немецкий политический деятель, участник заговора против Адольфа Гитлера.

## Семья и образование
Был одним из двенадцати сыновей торговца из Роттенбурга-на-Неккаре. Изучал право в университетах Тюбингена, Бонна и Берлина, получил степень доктора государственно-правовых наук. В студенческие годы участвовал в католическом молодёжном движении.

## Политический деятель
С молодых лет участвовал в политической деятельности в рядах Партии Центра, которая опиралась на поддержку немецких католиков. В 1912—1933 годах — депутат рейхстага (в 1919—1920 годах — веймарского Национального собрания), в 1913—1933 годах — депутат ландтага Вюртемберга. В 1918 году — судья в суде первой инстанции. В 1919 году — министр юстиции, в 1923 году — министр внутренних дел Вюртемберга. В 1928 году после победы на выборах с небольшим перевесом стал статс-президентом Вюртемберга; одновременно занимал пост министра внутренних дел. Был первым католиком, возглавившим эту традиционно протестантскую землю. Приверженец католической социальной доктрины, противник нацистской партии.
В 1933 году выступил с критикой вновь созданного правительства Адольфа Гитлера, высказался в защиту свободы и католической церкви, что вызвало резко негативную реакцию со стороны фюрера. 11 марта 1933 года был смещён с поста статс-президента; его преемником под давлением нацистов ландтаг избрал гауляйтера НСДАП Вильгельма Мурра. Несмотря на сильные моральные сомнения, Больц согласился с обязательным голосованием фракции Центра в рейхстаге 23 марта за закон о чрезвычайных полномочиях. 19 июня 1933 года он был арестован и заключён в концлагерь, где провёл много недель.

## Антинацистская деятельность и гибель
После освобождения Больц работал в хозяйственной организации. В 1941—1942 годах присоединился к антинацистскому кружку, лидером которого являлся бывший обер-бургомистр Лейпцига Карл Фридрих Гёрделер. Рассматривался в качестве кандидата на министерские посты в постнацистском правительстве Германии — министра культов и министра внутренних дел. После неудачи покушения на Гитлера 20 июля 1944 года Больц был арестован (12 августа). 21 декабря 1944 года Народная судебная палата приговорила его к смертной казни, и 23 января следующего года он был повешен в берлинской тюрьме Плётцензее. Его тело было сожжено, а пепел рассеян.

## Память о Больце
На его родном доме в Роттенбурге-на-Неккаре находится памятная бронзовая доска, Больц включён в список почётных граждан этого города. В ландтаге Баден-Вюртемберга один из залов заседаний назван его именем. В центре Штутгарта есть мемориал Ойгена Больца. В 2004 году его именем назван новый колокол на церкви святого Морица в Роттенбурге-на-Неккаре, где он был крещён. В честь Больца названы школы, улицы и площади в немецких городах.
В 1994 году было основано исследовательское учреждение Ойгена Больца, близкое к Объединению католических немецких студенческих организаций и содействующее демократическому и гражданскому просвещению студентов. В 2006 году в память о Больце в Германии выпущена почтовая марка.
В 1949 году был учреждён Фонд им. Ойгена Больца. С 1997 года он присуждает Премию гражданского мужества им. Ойгена Больца, с 2014 года сопровождаемую дотацией в сумме 5 тыс. евро. В 2017 году этот приз был присуждён Ангеле Меркель за её политику в отношении беженцев.